# Dorettenhof
Der Dorettenhof ist ein Wohnplatz der Stadt Templin, Landkreis Uckermark (Brandenburg). Das Gehöft wurde um/vor 1858 erbaut und 1860 offiziell benannt.

## Lage
Dorettenhof liegt 2,5 Kilometer südwestlich von der Innenstadt von Templin auf der Stadtgemarkung von Templin. Die kleine Siedlung ist über die von der Landesstraße 33 abzweigende Parkstraße und dann über die Röddeliner Straße gut zu erreichen. Im weiteren Verlauf der Röddeliner Straße beginnt nach etwa 1,5 km der Ortskern von Röddelin. Die Siedlung liegt auf 57 m ü. NHN.

## Geschichte
Das Hofgut wurde um/vor 1858 durch einen Gutsbesitzer namens Helm erbaut. Es ist aus dem weiblichen Vornamen Dorette gebildet. Im Amtsblatt von 1860 wurde das Gehöft offiziell als Dorettenhof benannt. In der Ortschafts-Statistik des Regierungs-Bezirks Potsdam mit der Stadt Berlin von 1861 sind bereits Einwohnerzahlen für den Dorettenhof angegeben, die laut der Erklärung zu Anfang des Werkes im Dezember 1858 erhoben wurden. Demnach müsste der Dorettenhof noch vor 1858 erbaut worden sein. Das Hofgut bestand aus dem Wohnhaus und drei Wirtschaftsgebäuden. Es hatte Ende 1858 7 Einwohner. Der Tierbestand belief sich auf 4 Pferde, 10 Rinder und 90 Schafe. 1873 wohnten im Dorettenhof acht Personen.
1914 war der Dorettenhof im Besitz des Oberleutnants Hans Jarke. Das Gut hatte damals eine Gesamtfläche von 147 Hektar, davon waren 101 Hektar Acker, 16 Hektar Wiesen und 30 Hektar Wald. Der Tierbestand belief sich auf 11 Pferde, 61 Stück Rindvieh, davon allein 47 Milchkühe, und 143 Schweine. Der Grundsteuerreintrag ist mit 1329 Mark beziffert.
1921 ließ Hans Jarke das Gut von einem Inspektor Stelz bewirtschaften. Zum Gut gehörte auch eine Obst- und Spargelplantage. Bis 1923 hatte Hans Jarke den Betrieb verkleinern müssen. Das Gut hatte nur noch eine Gesamtwirtschaftsfläche von 115 Hektar, davon 85 Hektar Acker, 7 Hektar Wiesen und 23 Hektar Wald. Auch der Tierbestand hatte sich deutlich verringert: 10 Pferde, 29 Stück Rindvieh, davon 14 Kühe und 15 Schweine. Der Grundsteuerreintrag war jedoch immer noch mit 1300 Mark beziffert.
Bis 1929 musste der inzwischen Major a. D. Hans Jarke seinen Betrieb erneut verkleinern; er hatte nur noch eine Fläche von 105 Hektar, davon 77  Hektar Acker, 5 Hektar Wiesen und 21 Hektar Holzung. Der Tierbestand hatte sich aber wieder etwas erhöht: 10 Pferde, 36 Stück Rindvieh, davon 24 Milchkühe und 25 Schweine. Der Grundsteuerreinertrag war auf 1360 Mark festgesetzt.
1978 gehörte der Dorettenhof zum volkseigenen Gut Templin und bildete den Betriebsteil Dorettenhof.
Derzeit ist der Dorettenhof eine Tierpension des Vereins Gut für Tiere.
Der Dorettenhof gehört zur Stadtgemarkung von Templin. Er hatte nie eine besondere kommunalpolitische Stellung. Er wird heute als Wohnplatz der Stadt Templin eingestuft.
Der Dorettenhof lag direkt an der früheren Bahnstrecke Britz–Fürstenberg von Templin nach Fürstenberg (Havel). Der Teilabschnitt Templin-Fürstenberg (Havel) (und damit am Dorettenhof vorbei) wurde in den Jahren vor 1900 gebaut. Zum 16. August 1899 wurde der Zugbetrieb aufgenommen. Zum 31. Dezember 1994 wurde der Güterverkehr zwischen Templin und Fürstenberg eingestellt, zum 19. Mai 1996 auch der Personenverkehr. Die Gleise wurden abmontiert. Die historische Karte im BrandenburgViewer zeigt die Geografie um den Dorettenhof noch vor dem Bahnbahn in der zweiten Hälfte der 1890er Jahre.